# Brandon Knight
Brandon Michael Knight, född den 1 oktober 1975 i Oxnard i Kalifornien, är en amerikansk före detta professionell basebollspelare som tog brons för USA vid olympiska sommarspelen 2008 i Peking.
Knight spelade i Major League Baseball (MLB) för New York Yankees (2001–2002) och New York Mets (2008). Totalt spelade han 15 matcher och var 1-0 med en earned run average (ERA) på 8,62. Han spelade även i japanska Nippon Professional Baseball (NPB) (2003–2005) och i sydkoreanska KBO League (2009–2014).